# Type (biologie)
Pour les articles homonymes, voir Type et Génotype.

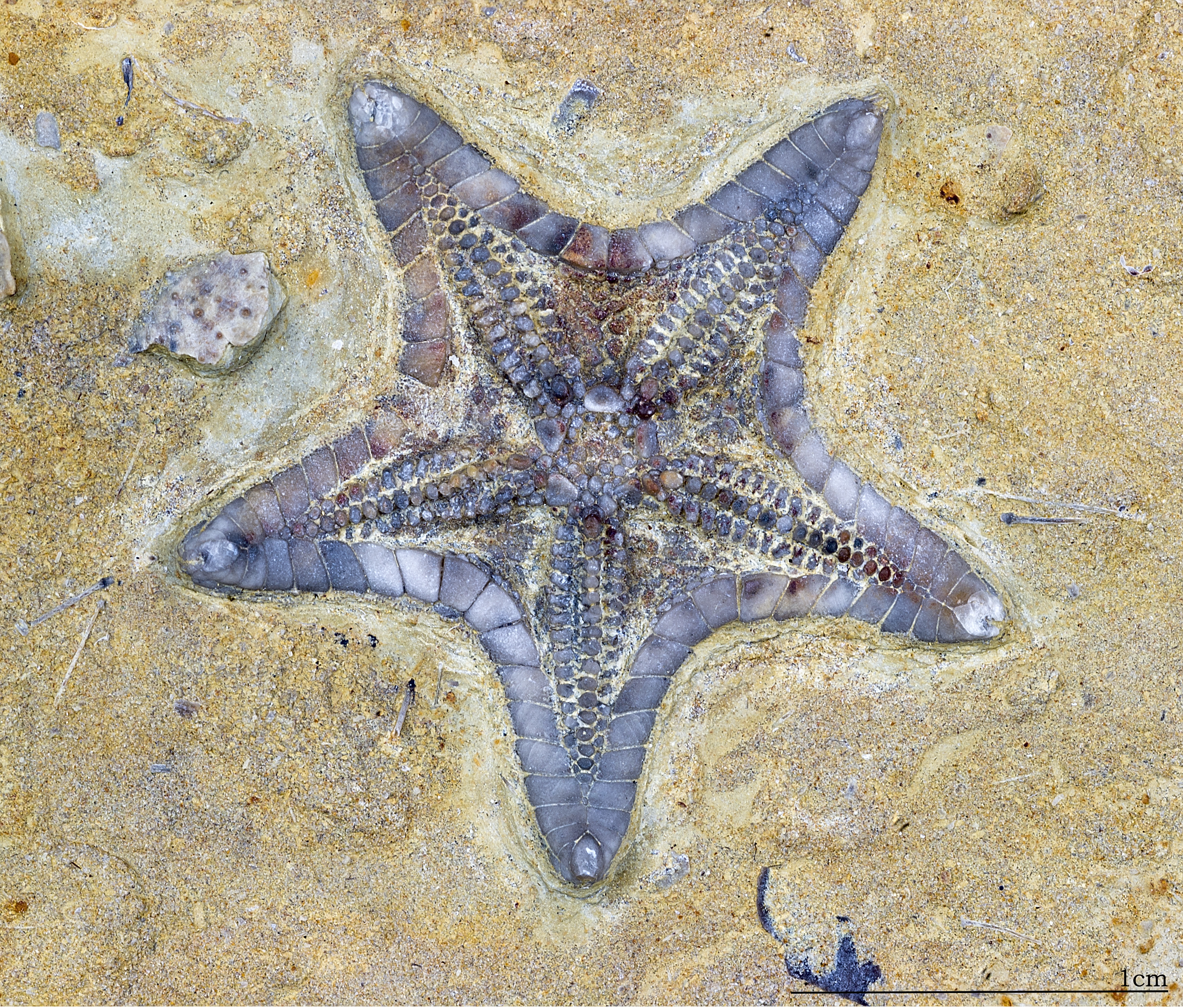
Holotype de l'étoile de mer fossile Marocaster, au Muséum de Toulouse.

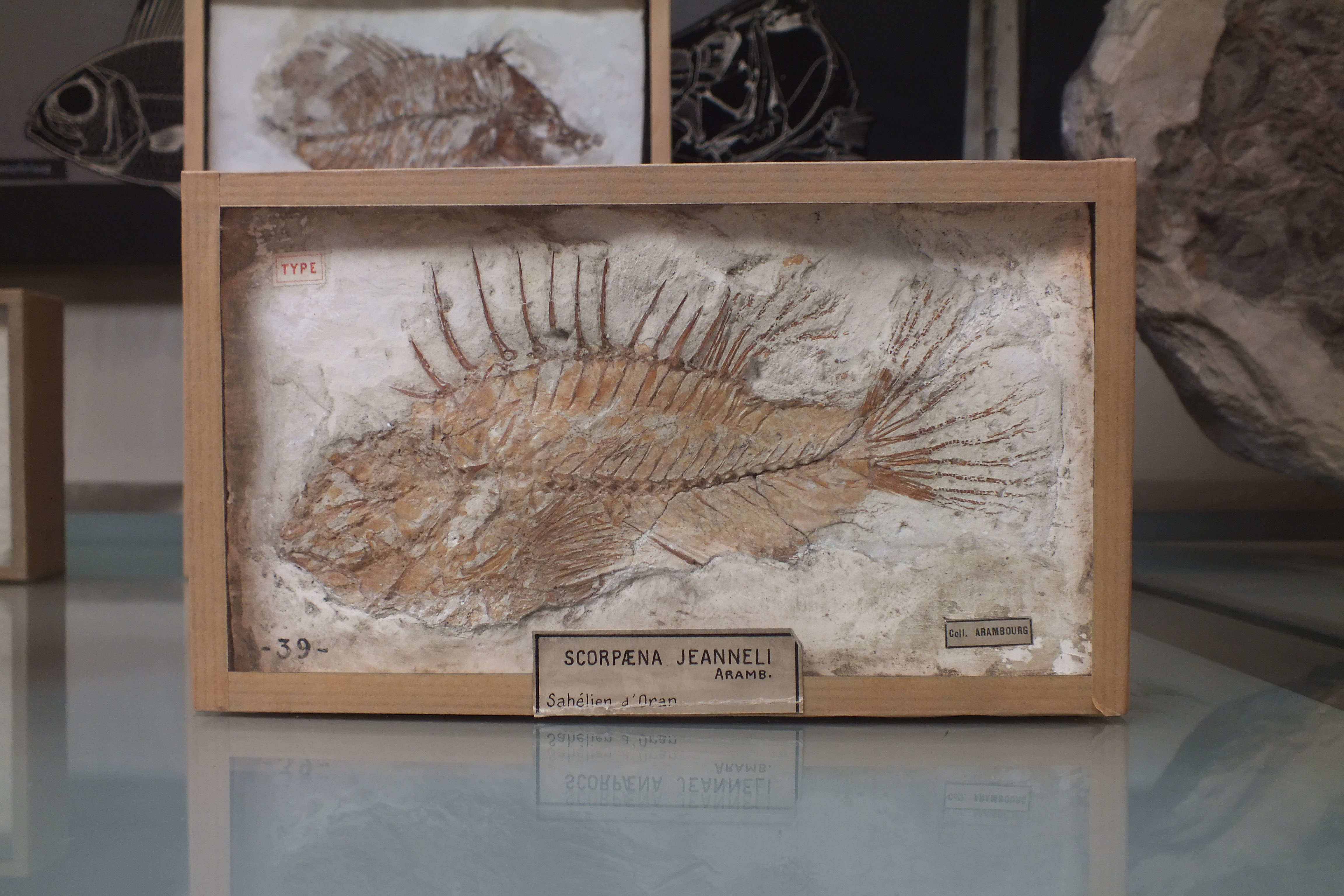
Holotype de la rascasse fossile Scorpaena jeanneli, au Muséum de Paris.

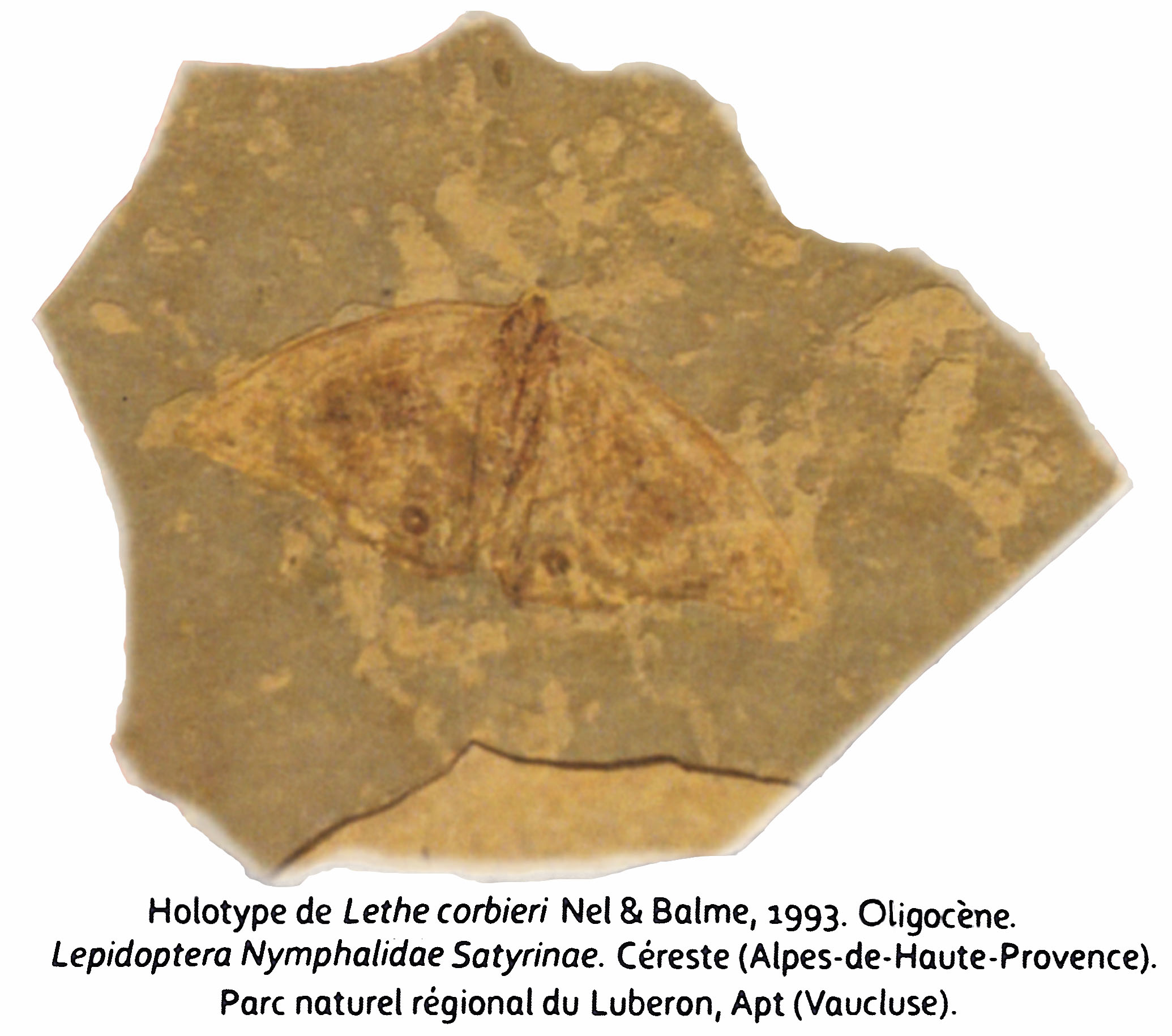
Holotype de Lethe corbieri, papillon fossile de l'Oligocène de Provence.

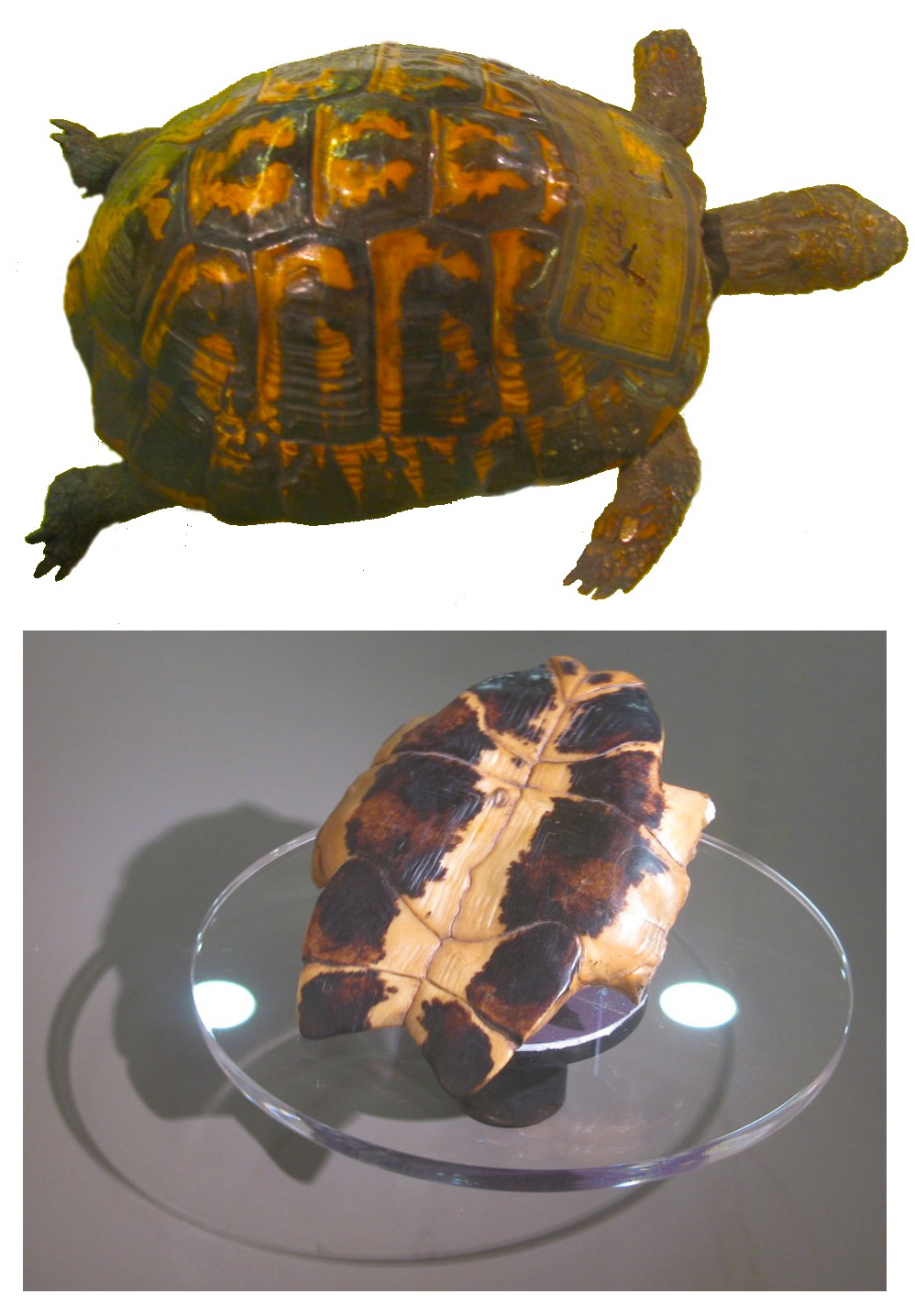
Holotype de Testudo hermanni Gmelin, 1789 (plastron détaché), Musée zoologique de Strasbourg.

En systématique, un type est l'élément de référence attaché à un nom scientifique à partir duquel une espèce a été décrite. Il désigne le matériel original (un ou plusieurs spécimens ou exemplaires) ayant servi à cette identification scientifique dite « typification ». Toutefois, il est très important de préciser que le type est celui d’un nom, et non pas celui d’un taxon (groupe d’individus vivants) qui, lui, a pu changer de nom en raison de nouvelles découvertes, descriptions ou analyses : ainsi, un même taxon peut avoir plusieurs dénominations successives et donc, plusieurs types d’ancienneté différente ; il arrive aussi que plusieurs espèces ou variétés soient identifiées là où auparavant on ne pensait n’en voir qu’une, ou inversement, que l’on s’aperçoive que des types-noms différents (par exemple larves et adultes, ou bien mâles et femelles) font en réalité partie d’un même taxon.
La conservation des types et la formation des spécialistes en classification (taxonomie) sont essentielles pour la précision et la rigueur des travaux scientifiques concernant la biodiversité (mais aussi la minéralogie, la géologie et la paléontologie). Avec le temps, les conditions et indications à réunir pour qu’un élément soit admis comme type sont devenues plus nombreuses et strictes. Plus récemment, des néologismes comme onomatophore (« porteur du nom »), avec des termes comme onymophoronte pour « holotype » et symphoronte pour « paratype » sont, en raison de la multiplication des paramètres, apparus dans le langage scientifique.

## Les différents «types»

### Définition générale
Un type peut être :
- un spécimen[b] conservé par un moyen quelconque (herbier, champignons séchés ou lyophyllisés, animal naturalisé, fossile) ;
- une culture (microbiologie, mycologie, virologie) ;
- une illustration (iconotype), si elle respecte les conditions fixées par le code de nomenclature compétent.

Cette terminologie s'applique essentiellement aux noms spécifiques et infraspécifiques, mais peut être implicitement étendue aux noms de taxons supérieurs à l'espèce.
Le type n'est pas nécessairement l'élément le plus caractéristique du taxon correspondant, même si cela serait souhaitable.
La désignation d'un type est obligatoire pour tout nom de nouveau taxon publié à partir d'une certaine date (variable selon les disciplines ; l'année 1958 pour la mycologie, par exemple).
Il y a trois principales catégories de types. L'holotype, le plus important, et deux autres catégories concernant la typification postérieure des noms anciens. Cette typification permet de résoudre des problèmes de priorité et de fixer l'interprétation de taxons jusque-là contestés.

### Holotype

Holotype d'une Reine Formica paralugubris, station Chalet à Roch du Jura suisse, spécimen collecté par Le Brassus en Juin 1994, collection FoCol0762.

L'holotype est le type original, explicitement désigné par l'auteur du nom dans la publication originale (publication validante). L'holotype est toujours celui d'un nom de taxon (et non d'un taxon : l'holotype d'un taxon est un concept qui n'a pas de sens).
Les différents codes de nomenclature s'accordent sur l'unicité du spécimen type, avec quelques aménagements parfois, dans le cas par exemple des spécimens de palmiers dont les parties du même individu peuvent être montées sur plusieurs planches d'herbier, toutes considérées comme autant de parties de l'holotype.

### Isotype
On nomme isotype le double de l'holotype quand il existe (un fragment de celui-ci, ou une partie de la récolte constituant le spécimen type). Les isotypes sont parfois mentionnés dans le protologue. D'une façon plus générale, cette notion se décline avec toutes les catégories de types. On parlera ainsi d'isolectotype, isosyntype, isonéotype, isoépitype, etc..

### Lectotype

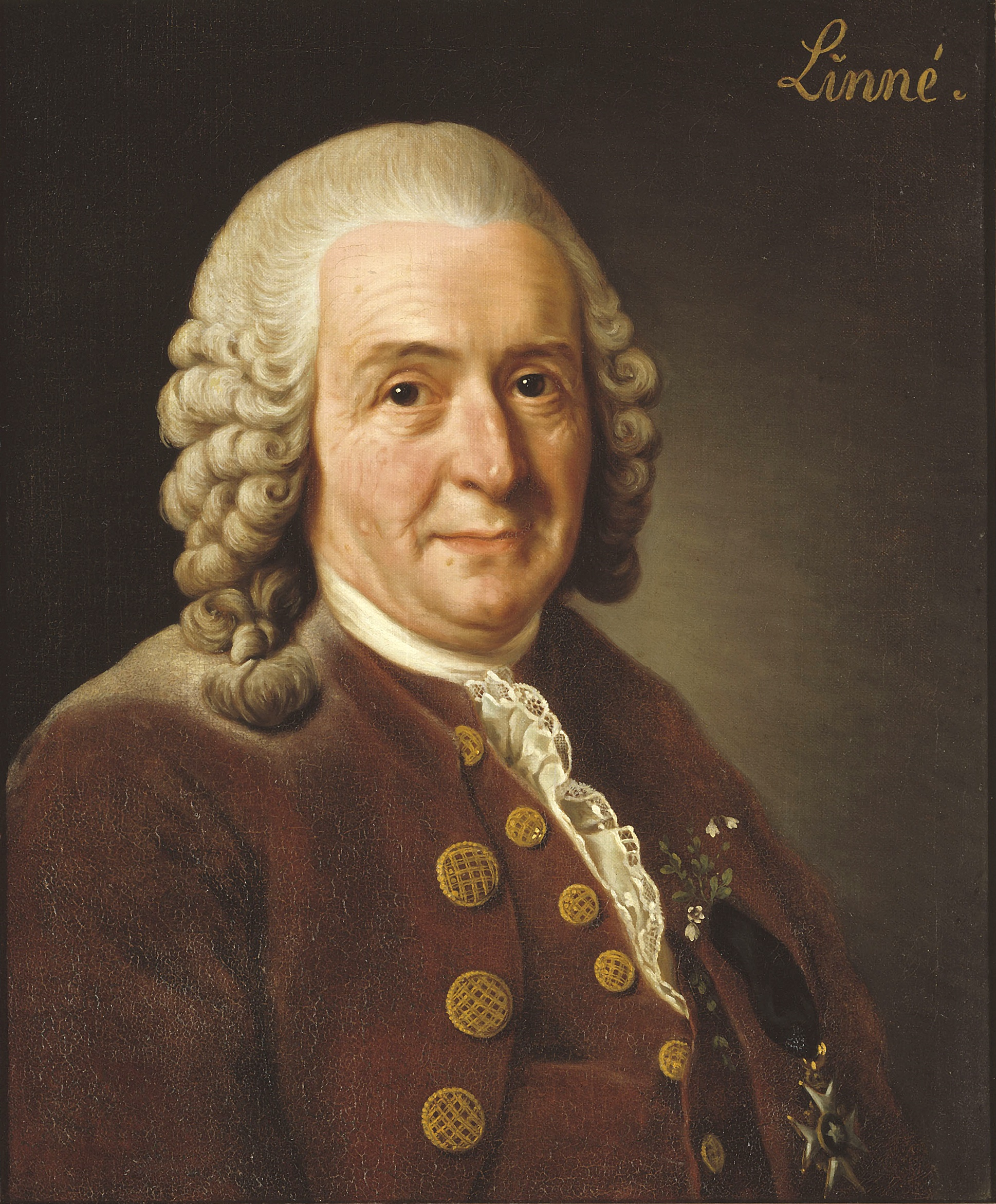
Carl von Linné, individu lectotype d’Homo sapiens.

Le lectotype (du grec ancien : λέκτος / léktos, « choisi » , et τύπος / túpos, « type ») est le spécimen qui devient le type nomenclatural en absence d'holotype lors de la publication d'origine, notamment si l'auteur d'un taxon n'a pas désigné d'holotype ou si l'holotype a été perdu ou détruit. Il est possible de lectotyper un nom de taxon postérieurement et officiellement (une validation latine n'est pas nécessaire) en choisissant un lectotype parmi les éléments du matériel original s'il en subsiste. Il peut s'agir de tout spécimen (ou illustration) sur lesquels on peut démontrer que la description originale a été basée.

S'il est unique, ce matériel devient automatiquement un type (virtuel) appelé « lectotype obligatoire non désigné ».

Pour être reconnu, il doit être publié suivant des règles consignées dans le Code.

### Paralectotype
Un paralectotype est un spécimen que l'on a ajouté à un ensemble de syntypes après qu'un lectotype a été désigné parmi eux.

### Néotype
Le néotype est le type désigné en l'absence de tout matériel original (sauf pour les noms sanctionnés). C'est un spécimen ou une illustration qui tient provisoirement lieu de type nomenclatural (tant que tous les matériaux sur lesquels a été fondé le nom du taxon font défaut). Il peut être contesté sous certaines conditions.

### Épitype
L'épitype est un spécimen (ou illustration) choisi comme modèle d'interprétation quand l'holotype, le lectotype, le néotype ou l'ensemble du matériel original, associé à un nom validement publié, est manifestement ambigu (c'est-à-dire de façon démontrable) et ne peut être identifié de manière probante en vue de l'application précise d'un nom de taxon.
Lorsqu'un épitype est désigné, le type auquel il fait référence (holotype, lectotype ou néotype) doit être explicitement cité.

### Paratype

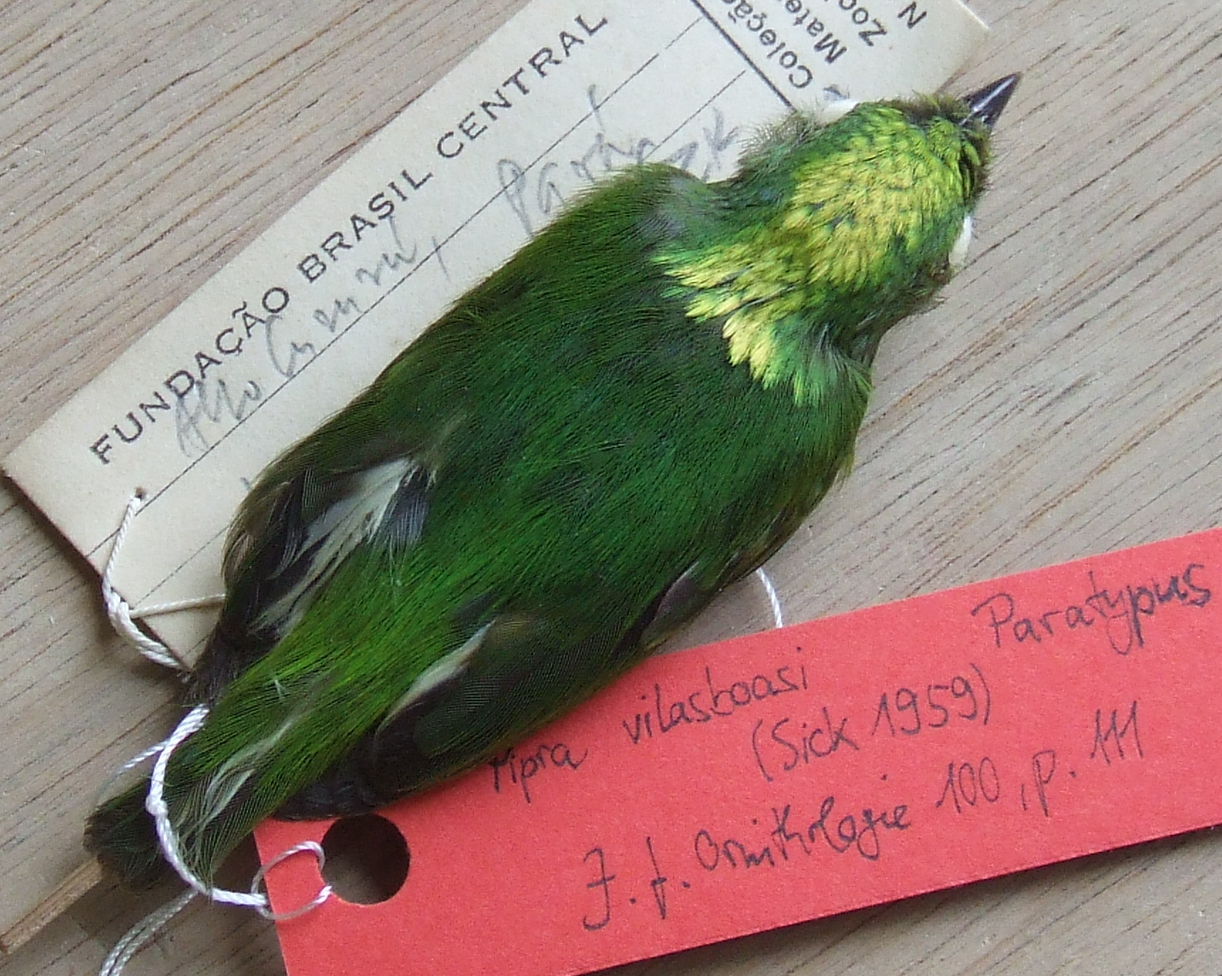
Paratype mâle de Lepidothrix vilasboasi.

Le paratype est un spécimen cité dans le protologue qui n'est ni l'holotype, ni un isotype, ni l'un des syntypes quand l'auteur a désigné plusieurs spécimens à la fois comme types.

### Syntype
Le syntype est un spécimen cité dans le protologue quand l'auteur n'a pas désigné d'holotype ou qu'il en a désigné plusieurs à la fois comme types.

### Topotypes
Le topotype est un type trouvé dans la localité type. Cette localité type correspond à l'endroit où l'holotype cité dans le protologue a été découvert. Il n'a aucune valeur de porte nom.

### Série-type
Une série-type est l'ensemble des syntypes déposés en même temps et non catégorisés.

## Historique
La nécessité de typification des noms de taxons a mis du temps à se dégager. L'un des premiers zoologistes à utiliser le concept de type (même s'il n'utilise pas le mot) est Mathurin Jacques Brisson (1723-1806).